# Pteris ryukyuensis
Pteris ryukyuensis là một loài dương xỉ trong họ Pteridaceae. Loài này được Tagawa mô tả khoa học đầu tiên năm 1935.

## Hình ảnh

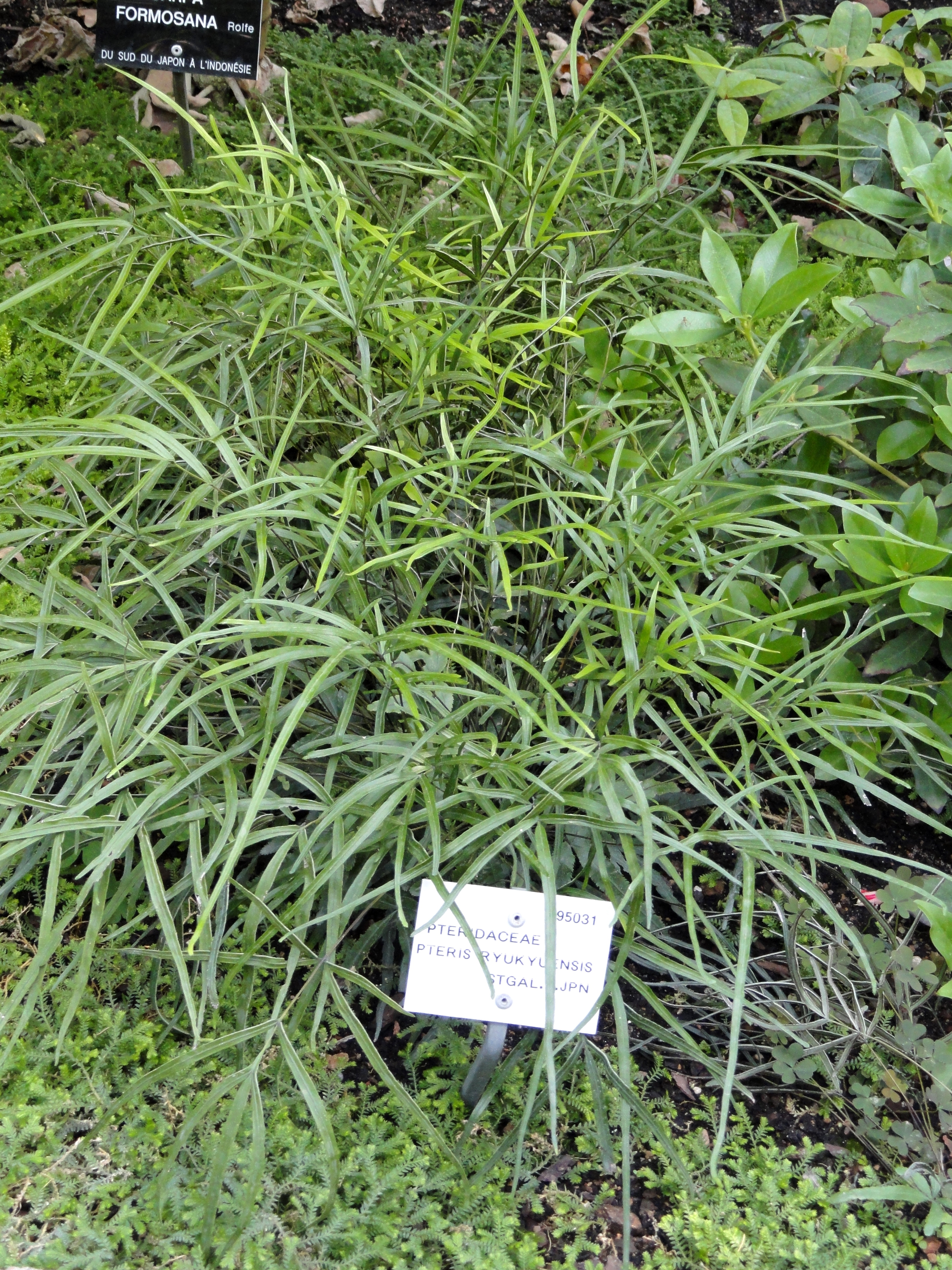